# Radiciação
A radiciação é uma operação matemática inversa à potenciação, assim como a divisão é o inverso da multiplicação. Para um número real {\displaystyle a}, a expressão {\displaystyle {\sqrt[{n}]{a}}} representa o único número real x que verifica {\displaystyle x^{n}=a,} e tem o mesmo sinal que a (quando existe). Quando n é omisso, significa que {\displaystyle n=2} e o símbolo de radical refere-se à raiz quadrada. O valor de {\displaystyle x} constitui a raiz, {\displaystyle n} o índice, {\displaystyle a} o radicando e o símbolo {\displaystyle {\sqrt {\,\,\,}}} o radical. Quando {\displaystyle n=3}, trata-se de uma raiz cúbica.
Um erro comum é achar que a raiz par de um número, em especial a raiz quadrada, deve ser "mais ou menos" {\displaystyle a}. Isso advém do fato de os estudantes, quando aprendem a resolver equações quadráticas como {\displaystyle x^{2}=4}, acharem que isso é equivalente a tirar a raiz: não é. De fato, existem dois valores {\displaystyle \pm 2} que satisfazem {\displaystyle x^{2}=4}. No entanto, existe apenas uma resposta para {\displaystyle {\sqrt {4}}} que é {\displaystyle 2}. Trata-se de uma convenção matemática a ideia de que a radiciação de índice par de um número positivo será o número positivo que, elevado a este expoente, resulta no radicando.
A radiciação leva este nome porque, para um quadrado de área {\displaystyle a}, o lado deste quadrado medirá {\displaystyle {\sqrt {a}}}. É fácil verificar para {\displaystyle a=100}, quando se nota que o lado desde quadrado deve ser {\displaystyle 10}. O mesmo raciocínio em se tratando de {\displaystyle n=3}.  Há uma colocação de algarismos na raiz quadrada. EX: {\displaystyle {\sqrt {9}}} (esse número se chama radical que vem da potência {\displaystyle 3^{2},} também conhecida como 3 ao quadrado. Quem vem a ser {\displaystyle 3*3} e não {\displaystyle 3*2}).

## História
A origem do símbolo √ usado para representar uma raiz é bastante especulativo. Algumas fontes dizem que o símbolo foi usado pela primeira vez pelos árabes, e o primeiro uso foi de Al-Qalasadi (1421-1486), e que o símbolo vem da letra árabe ج, a primeira letra da palavra "Jadhir".
Muitos, incluindo Leonard Euler, acreditam que o símbolo origina-se da letra r, que é a primeira letra da palavra radix que em latim se refere à mesma operação matemática. O símbolo foi visto pela primeira vez impresso sem o vínculo (a linha horizontal que fica sobre os números dentro da raiz) em 1525 no Die Coss do matemático alemão Christoff Rudolff.

## Propriedades
Para a e b positivos tem-se:
- {\displaystyle {\sqrt[{n}]{ab}}={\sqrt[{n}]{a}}{\sqrt[{n}]{b}}}
- {\displaystyle {\sqrt[{n}]{\frac {a}{b}}}={\frac {\sqrt[{n}]{a}}{\sqrt[{n}]{b}}}}
- {\displaystyle {\sqrt[{n}]{a^{m}}}=\left({\sqrt[{n}]{a}}\right)^{m}=a^{\frac {m}{n}}}
- {\displaystyle {\sqrt[{m}]{\sqrt[{n}]{a}}}={\sqrt[{m\cdot n}]{a}}}
- {\displaystyle ({\sqrt[{n}]{a}})^{m}={\sqrt[{n}]{a^{m}}}}
- {\displaystyle a^{\frac {m}{n}}={\sqrt[{n}]{a^{m}}}}[5]
- {\displaystyle a^{-{\frac {m}{n}}}={\frac {1}{\sqrt[{n}]{a^{m}}}}}
- {\displaystyle {\sqrt[{n}]{a^{n}}}=a}
- {\displaystyle {\sqrt[{2}]{a\pm {\sqrt {b}}}}={\sqrt[{2}]{a+{\frac {\sqrt {a^{2}-b}}{2}}}}\pm {\sqrt[{2}]{a-{\frac {\sqrt {a^{2}-b}}{2}}}}}

Porém:
- {\displaystyle {\sqrt[{n}]{x+y}}\neq {\sqrt[{n}]{x}}+{\sqrt[{n}]{y}}}
- {\displaystyle {\sqrt[{n}]{x-y}}\neq {\sqrt[{n}]{x}}-{\sqrt[{n}]{y}}}

Sendo assim, a separação de uma raiz em duas ou mais é válida apenas para a multiplicação e a divisão, sendo diferente na adição e na subtração.

## Simplificação de radicais
Trata-se do processo através do qual simplifica-se os radicais, sejam eles números ou polinômios, que possuam ou não raízes exatas com o intuito de deixá-los com uma forma mais compacta que permite a facilitação dos cálculos onde eles estejam envolvidos. Esse processo se dá através de técnicas matemáticas como a decomposição em fatores primos, ou seja, a fatoração e as propriedades dos radicais.

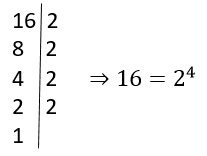
Fatoração do 16

Exemplos:

{\displaystyle a){\sqrt[{3}]{16}}}

Decompomos 16 em fatores primos:

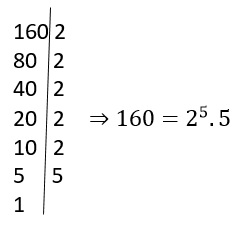
Fatoração do 160

Assim temos:
{\displaystyle {\sqrt[{3}]{16}}={\sqrt[{3}]{2^{4}}}={\sqrt[{3}]{2^{3}}}.{\sqrt[{3}]{2}}=2{\sqrt[{3}]{2}}.}

{\displaystyle b){\sqrt {160}}}
Decompomos 160 em fatores primos:
Assim temos:
{\displaystyle {\sqrt {160}}={\sqrt {2^{5}.5}}={\sqrt {2^{4}.2.5}}={\sqrt {2^{2}}}.{\sqrt {2^{2}}}.{\sqrt {2.5}}=2.2.{\sqrt {2.5}}=4.{\sqrt {10}}}

{\displaystyle c){\sqrt[{3}]{a^{3}b^{2}}}}
Temos:
{\displaystyle {\sqrt[{3}]{a^{3}b^{2}}}={\sqrt[{3}]{a^{3}}}.{\sqrt[{3}]{b^{2}}}=a{\sqrt[{3}]{b^{2}}}}

{\displaystyle d){\sqrt {25a^{2}b^{7}}}}
Temos:
{\displaystyle {\sqrt {25a^{2}b^{7}}}={\sqrt {5^{2}.a^{2}.b^{6}.b}}={\sqrt {5^{2}}}.{\sqrt {a^{2}}}.{\sqrt {b^{6}}}.{\sqrt {b}}=5ab^{3}{\sqrt {b}}}

## Operações com radicais
Para se efetuar operações entre radicais é necessário aplicar as suas propriedades, propriedades operatórias da adição e multiplicação de números reais, e ainda, se for o caso, simplificação de radicais, fatoração, entre outras. Abaixo seguem alguns exemplos:
{\displaystyle a)4{\sqrt {2}}+6{\sqrt {2}}-3{\sqrt {2}}={\sqrt {2}}(4+6-3)=7{\sqrt {2}}}
{\displaystyle b)4{\sqrt {12}}+6{\sqrt {75}}=4.2{\sqrt {3}}+6.5{\sqrt {3}}=8{\sqrt {3}}+30{\sqrt {3}}=38{\sqrt {3}}}
{\displaystyle c)6{\sqrt[{5}]{3}}.4{\sqrt[{5}]{2}}=(6.4).({\sqrt[{5}]{3}}.{\sqrt[{5}]{2}})=24{\sqrt[{5}]{6}}}
{\displaystyle d)12{\sqrt[{3}]{10}}:4{\sqrt[{3}]{5}}={\frac {12{\sqrt[{3}]{10}}}{4{\sqrt[{3}]{5}}}}={\frac {12}{4}}.{\frac {\sqrt[{3}]{10}}{\sqrt[{3}]{5}}}=3.{\sqrt[{3}]{\frac {10}{5}}}=3{\sqrt[{3}]{2}}}

## Racionalização
Quando o denominador de uma fração envolve radicais, o processo pelo qual se transforma essa fração neutra cujo denominador não tem radicais chama-se racionalização de fração.
Exemplos:
{\displaystyle {\frac {a}{\sqrt {b}}}={\frac {a{\sqrt {b}}}{b}}}
{\displaystyle {\frac {1}{({\sqrt {a}}+{\sqrt {b}})}}={\frac {{\sqrt {a}}-{\sqrt {b}}}{({\sqrt {a}}+{\sqrt {b}})({\sqrt {a}}-{\sqrt {b}})}}={\frac {{\sqrt {a}}-{\sqrt {b}}}{a-b}}}

## Algoritmo de extração de raiz quadrada
Segue abaixo uma animação que demonstra um algoritmo de extração da raiz quadrada.